# Диккель, Фридрих
Фридрих Диккель (нем. Friedrich Dickel, 9 декабря 1913, Вупперталь — 22 октября 1993, Берлин) — немецкий политик, государственный деятель Германской Демократической Республики, генерал армии ГДР (1959), дважды Герой ГДР (1975, 1983), Герой Труда ГДР (1988).

## Биография
Родился в рабочей семье. Окончил народную школу в 1928 году. Работал по специальностям литейщика и формовщика в металлургическом производстве. Ещё в юности стал активным участником коммунистического и антифашистского движения. В 1928 году вступил в Коммунистический союз молодёжи Германии, в 1931 году — в Коммунистическую партию Германии. Также активно работал в организации Красной помощи и в Союзе красных фронтовиков, которые находились под сильным влиянием коммунистов.
После прихода к власти Адольфа Гитлера как активный коммунист был вынужден перейти на нелегальное положение. Дважды подвергался арестам, но разоблачен не был. Под угрозой нового ареста в 1935 году был вынужден тайно покинуть страну. Проживал в Франции и Нидерландах. Вскоре после начала Гражданской войны в Испании прибыл в Испанию, где вступил в интернациональную бригаду имени Эрнста Тельмана и в её составе участвовал в войне на стороне республиканского правительства. Командовал ротой.
В 1937 году вывезен из Испании в СССР, где зачислен в Главное разведывательное управление РККА и направлен на учёбу в разведшколу. По её окончании находился на нелегальной работе в Финляндии и в оккупированной японцами части Китая. В 1943 году в Шанхае был арестован японцами и осужден военным судом к тюремному заключению. После капитуляции Японии в 1945 году освобождён по требованию СССР.
В 1946 году вернулся Германию тогда же вступил в Социалистическую единую партию Германии. Работал в руководстве управления Народной полиции в Лейпциге, окончил Высшую школу Народной полиции, затем назначен начальником Политической школы Народной полиции в Берлине. С 1953 года — начальник Политического управления казарменной народной полиции ГДР.
В 1956 году переведён в Национальную народную армию ГДР, назначен председателем армейского спортивного объединения. В 1957—1959 годах учился на Высших академических курсах Военной академии Генерального штаба в СССР. После её окончания с 1959 года — заместитель министра национальной обороны ГДР и представитель ННА ГДР в штабе Группы советских войск в Германии.
В ноябре 1963 года назначен министром внутренних дел ГДР и занимал этот пост более 25 лет. Одновременно по должности занимал посты начальника Народной полиции ГДР и (до 1976 года, когда его сменил генерал Фриц Петер) начальника Гражданской обороны ГДР. Стал одной из наиболее влиятельных фигур в руководстве ГДР. Одновременно в 1967—1989 годах — член Центрального комитета СЕПГ, до 1990 года был депутатом Народной палаты ГДР. С ноября 1989 года — в отставке.
Похоронен в Берлине на кладбище Грюнау.

## Награды

### Награды ГДР
- Дважды Герой ГДР (1975, 1983)
- Три ордена Карла Маркса (1973, 1983, 1985)
- Орден Заслуг перед Отечеством в серебре (1973 год) и в золоте (1978)
- Орден Шарнхорста (1979)
- Медали ГДР

### Награды СССР
- Два ордена Ленина (1983, 1985)
- Орден Октябрьской Революции (1975)
- Орден Красного Знамени (1980)
- Орден Отечественной войны 1-й степени (1970)
- Орден Дружбы народов (1988)

### Награды других государств
- Орден Дружбы (Чехословакия, 1988)

## Воинские звания
- Генерал-майор — 1 октября 1952 года;
- Генерал-лейтенант — 7 октября 1963 года;
- Генерал-полковник (МВД) — 7 октября 1965 года;
- Генерал армии (МВД) — 7 октября 1984 года.